# Saponaria bellidifolia
Saponaria bellidifolia là loài thực vật có hoa thuộc họ Cẩm chướng. Loài này được Sm. miêu tả khoa học đầu tiên năm 1791.